# Baker (Montana)
Baker è una città degli Stati Uniti d'America situata in Montana, nella contea di Fallon.